# 明戸古墳
明戸古墳（あけどこふん）は千葉県市川市にある古墳。国府台城の土塁とされていたため、古墳としての判断がつかなかったが、石棺付近の不自然な屈曲により、前方後円墳と判断された。6世紀後半ごろ作られた。市川市の古墳の中で墳丘が現存するのは国府台の4基のみで、法皇塚古墳,　弘法寺古墳と共に、旧下総国葛飾郡域最大の国府台古墳群の主要古墳である。

## 概要

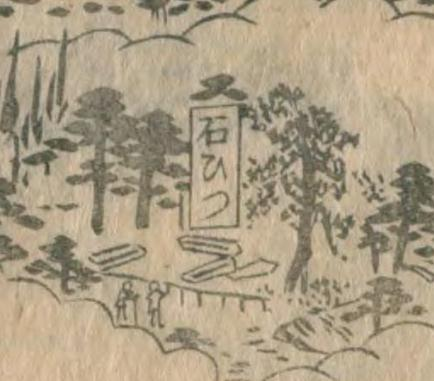
江戸名所図会 7巻. [20] の国府台古戦場の一部。

里見公園内に立地。後円部中央に位置する2基の箱式石棺が露わになっている状態。その石材は黒雲母片麻岩、いわゆる筑波石で筑波山麓から水運で運ばれたものと考えられている。石棺は市の文化財にも指定されている。石棺は『江戸名所図会』『成田参詣記』にも描かれている。明戸古墳周辺から埴輪も発掘されている。1981年（昭和56年）の測量で、前方後円墳の墳丘は約40mと推定されている。

## 構造
市川市国府台3丁目、里見公園内にあり、江戸川に面し、下総台地西縁部の台地上に立地している。2基の露出した箱式石棺をもとに想定したものである。石棺は里見公園のほぼ中央に位置している。
国府台合戦あるいは中世の館のの造営に伴って土塁や濠をめぐらせたりしたために地形を変えてしまい、2基の箱型石棺も古墳の封土が削り取られ、露呈してしまったと考えられる。以上のことから墳形および規模に関しては、それを復原するべき根拠に乏しく、正確な数値は得ることはできない。
1982年（昭和57年）2月19日から26日にかけて大塚初重明治大学教授の指導のもとに実施された実測調査において、一応の復原値として、全長約40m、後円部径約21m、前方部前端部幅約28mであり、その主軸方位は、N-38°－Wを示す。前方部においては、標高28.69m、後円部では28.65mを示している。その前方部の高さについては、5.1ｍを測る。

## 出土品
『江戸名所図会』に「その頃櫃のうちより甲冑・太刀の類および金銀の鈴・陣太鼓、その余土偶人等を得たりとて、いまその一、二を存して総寧寺に所蔵せり」と記載があるも、現在確認できるのは円筒埴輪と形象埴輪の小破片のみである（市川考古博物館と個人所蔵）。

## 交通アクセス
- 鉄道
  - JR市川駅
  - 京成国府台駅
- バス
  - JR市川駅北口、または京成国府台駅から「松戸駅行き」または「松戸営業所行き」バスで「国府台病院」下車、徒歩10分[15]